# Ajlan Rastić
Ajlan Rastić (* 10. Februar 1993 in Sjenica) ist ein ehemaliger serbischer Biathlet und Skilangläufer.
Ajlan Rastić startete für Amar Garibovic. Zunächst betrieb er vor allem Skilanglauf und startete in der Sportart von 2008 bis 2018 international. Zunächst lief er Rennen des Balkan Cups und im Alpencup, Junioren- und FIS-Rennen. Vor allem in FIS-Rennen konnte er in den nächsten Jahren immer wieder gute Platzierungen bis hin zu einer 2013 in Pale erreichten Podiumsplatzierung schaffen. Beim Europäischen Olympischen Winter-Jugendfestival 2011 in Liberec scheiterte er im Freistil-Sprint als 56. schon in der Qualifikation. Nächste internationale Meisterschaften waren an selber Stelle die Nordischen Junioren-Weltmeisterschaften zwei Jahre später. Auch hier scheiterte Rastić als 80. in der Qualifikation für den Klassik-Sprint und wurde 85. über 10 Kilometer Freistil. Kurz darauf startete er auch bei den Nordischen Skiweltmeisterschaften im Val di Fiemme, wo er über 15 Kilometer Freistil 119. wurde. Bei den Balkan-Meisterschaften 2013 in Krushevo gewann er über 10 Kilometer Freistil und wurde Fünfter über die halbe Distanz.
Von 2009 bis 2020 nahm Rastić auch international an Biathlon-Wettbewerben teil, startete hier aber zunächst nur sporadisch. Bei seinem ersten Rennen im IBU-Cup 2009 in Ridnaun wurde er 158. von 173. Im weiteren Saisonverlauf verbesserte er sein bestes Ergebnis in Martell als 94. eines Sprints erstmals auf eine zweistellige Platzierung. In Osrblie verbesserte er seine Bestleistung 2015 auf einen 80. Platz in einem Sprint. Zuvor nahm er in Otepää mit den Europameisterschaften 2015 erstmals an einem internationalen Großereignis im Biathlonsport teil. Im Einzel wurde er 94., im Sprint 92. sowie mit Damir Rastić, Dejan Krsmanović und Edin Hodžić als Schlussläufer im Staffelrennen 18. Bei den folgenden Biathlon-Weltmeisterschaften 2015 in Kontiolahti belegte er den 122. Platz im Sprint, den 119. Rang im Einzel und den 27. Platz mit der Staffel. In den folgenden Jahren nahm er vorwiegend am IBU-Cup teil. Dabei erreichte er in der Saison 2017/18 in Chanty-Mansijsk mit dem 43. Platz im Sprint seine beste Platzierung. Zudem kam er bei den Biathlon-Europameisterschaften 2017 in Duszniki-Zdrój im Sprint sowie im Einzel jeweils auf den 102. Platz, bei den Biathlon-Europameisterschaften 2018 in Ridnaun auf den 133. Platz im Sprint sowie auf den 84. Rang im Einzel, bei den Biathlon-Europameisterschaften 2019 in Minsk auf den 113. Platz im Sprint sowie auf den 99. Rang im Einzel und bei den Biathlon-Europameisterschaften 2020 in Minsk auf den 119. Platz im Supersprint sowie auf den 118. Rang im Sprint.

## Statistiken
Die Tabelle zeigt alle Platzierungen (je nach Austragungsjahr einschließlich Olympische Spiele und Weltmeisterschaften).
- 1.–3. Platz: Anzahl der Podiumsplatzierungen
- Top 10: Anzahl der Platzierungen unter den ersten zehn (einschließlich Podium)
- Punkteränge: Anzahl der Platzierungen innerhalb der Punkteränge (einschließlich Podium und Top 10)
- Starts: Anzahl gelaufener Rennen in der jeweiligen Disziplin
- Staffel: inklusive Mixed- und Single-Mixed-Staffeln

| Platzierung         | Einzel | Sprint | Verfolgung | Massenstart | Staffel | Gesamt |
| ------------------- | ------ | ------ | ---------- | ----------- | ------- | ------ |
| 1. Platz            |        |        |            |             |         |        |
| 2. Platz            |        |        |            |             |         |        |
| 3. Platz            |        |        |            |             |         |        |
| Top 10              |        |        |            |             |         |        |
| Punkteränge         |        |        |            |             | 1       | 1      |
| Starts              | 1      | 2      |            |             | 1       | 4      |
| Stand: Karriereende |        |        |            |             |         |        |